# خوسيه لويس مورينو
خوسيه لويس مورينو باروسو (بالإسبانية: José Luis Moreno Barroso)‏، الملقب بـخوسيلو (من مواليد 3 مارس 1991 في كارتايا، منطقة أندلوسيا، إسبانيا)، هو لاعب كرة قدم إسباني، يلعب لنادي ريكرياتيفو هويلفا في مركز المهاجم.

## وصلات خارجية
- خوسيه لويس مورينو على موقع إي إس بي إن إف سي (الإنجليزية)
- خوسيه لويس مورينو على موقع قاعدة بيانات كرة القدم.إي يو (الإنجليزية)
- خوسيه لويس مورينو على موقع Soccerway.com (الإنجليزية)
- خوسيه لويس مورينو على موقع AS.com (الإسبانية)

- Villarreal official profile
- BDFutbol profile
- Transfermarkt profile
- ESPN Soccernet stats